# Yuji Hironaga
Yuji Hironaga (廣長 優志 Hironaga Yūji?), född 25 juli 1975, är en japansk tidigare fotbollsspelare.
I juli 1996 blev han uttagen i Japans trupp till fotbolls-OS 1996.